# Kagera (vattendrag i Burundi, Makamba)
Kagera är ett vattendrag i Burundi.   Det ligger i provinsen Makamba, i den södra delen av landet, 120 kilometer sydost om huvudstaden Bujumbura.
Omgivningarna runt Kagera är en mosaik av jordbruksmark och naturlig växtlighet. Runt Kagera är det ganska tätbefolkat, med 93 invånare per kvadratkilometer.